# CASSIOPE
CASSIOPE, neboli Cascade, Smallsat and Ionospheric Polar Explorer, je pětisetkilový kanadský komunikační a vědecký satelit, financovaný Kanadskou kosmickou agenturou a sestavený společnostmi MacDonald, Dettwiler and Associates (MDA), Magellan Aerospace a ComDEV za spolupráce s Univerzitou v Calgary, která dodala vědecké vybavení ve formě modulu e-POP.

## Průběh letu
Satelit byl vynesen dne 29. září 2013 z Vandenbergovy letecké základny v aerodynamickém krytu nosné rakety Falcon 9 v1.1 v rámci jejího premiérového letu. Původním nosným systémem k vynesení na plánovanou polární oběžnou dráhu měl být podstatně menší Falcon 1 téhož výrobce, společnosti SpaceX, ale kvůli dlouhodobému zdržení společnost MDA požádala o přeřazení na první let neozkoušené verze 1.1 mladší rakety. Kvůli vysoké pravděpodobnosti selhání společnost SpaceX nabídla let za pětinu běžné ceny, nicméně i přesto start proběhl hladce a dle očekávání a CASSIOPE byl umístěn na správnou oběžnou dráhu, spolu s dalšími pěti nanosatelity, které sloužily jako sekundární náklad.
První stupeň rakety Falcon 9 se následně pokusil o první experimentální přistání nad vodou; raketa bezpečně vstoupila do atmosféry, ale aerodynamické síly nad povrchem se ukázaly jako nad její možnosti a motor pět byl nucen ukončit přistávací zážeh předčasně. I přesto SpaceX prohlásilo pokus za úspěšný. Mnoho trosek bylo následně vyloveno z místa dopadu.